# Patto del Mayflower
Il Patto del Mayflower (Mayflower Compact), originariamente intitolato Agreement Between the Settlers of New Plymouth (in italiano Accordo tra i coloni di Nuova Plymouth), fu il primo documento di governo della colonia di Plymouth. Fu redatto dagli uomini a bordo della Mayflower, tra cui puritani separatisti, avventurieri e commercianti. Sebbene l'accordo contenesse un giuramento di fedeltà al re, i puritani e altri separatisti protestanti erano insoddisfatti dello stato della Chiesa d'Inghilterra, della portata limitata della Riforma inglese e della riluttanza di re Giacomo I d'Inghilterra a imporre ulteriori riforme.

## Antefatti
I Padri Pellegrini originariamente speravano di raggiungere l'America all'inizio di ottobre utilizzando due navi, ma ritardi e complicazioni li costrinsero a usarne solo una, la Mayflower. La loro destinazione prevista era la Colonia della Virginia, con il viaggio finanziato dalla Compagnia dei Mercanti Avventurieri di Londra. Le tempeste li costrinsero però ad ancorare al largo di Capo Cod, in Massachusetts, poiché continuare con le provviste scarse sarebbe stato imprudente. Ciò spinse alcuni passeggeri non puritani (che i puritani chiamavano "Stranieri") a proclamare che "avrebbero usato la propria libertà; poiché nessuno aveva il potere di comandarli" dato che non si sarebbero stabiliti nel territorio concordato della Virginia. Per evitare ciò, i Pellegrini decisero di istituire un proprio governo, pur affermando ancora la loro fedeltà alla Corona d'Inghilterra. Pertanto, il Patto del Mayflower si basava simultaneamente su un modello maggioritario e sulla fedeltà degli insediamenti al re. Era in sostanza un contratto sociale in cui i coloni acconsentivano a seguire le regole e i regolamenti della comunità per amore dell'ordine e della sopravvivenza.
Argomentazioni simili erano state avanzate senza successo dai naufraghi della Sea Venture, un gruppo simile e precedente diretto alla Colonia della Virginia, e in particolare da un certo Stephen Hopkins, che era stato di conseguenza condannato per ammutinamento e condannato a morte, ma graziato. Si ritiene che questo Stephen Hopkins sia lo stesso a bordo della Mayflower e tra i firmatari del Patto.
I Pellegrini avevano vissuto per alcuni anni a Leida, una città della Repubblica Olandese. Lo storico Nathaniel Philbrick afferma: "Proprio come un patto spirituale aveva segnato l'inizio della loro congregazione a Leida, un patto civile avrebbe fornito la base per un governo secolare in America."

## Stipula
Il Patto del Mayflower venne firmato a bordo della nave il 21 novembre [11 novembre secondo il calendario giuliano], 1620.
Furono 41 su 101 passeggeri della nave a siglare il patto; la Mayflower si trovava ancorata al porto di Provincetown, vicino alla punta settentrionale di Capo Cod.

## Contenuto
Il documento originale è andato perduto, ma esistono tre versioni del XVII secolo: stampata in "Mourt's Relation" (1622),
 ristampata in "Purchas his Pilgrimes" (1625); scritta a mano da William Bradford nel suo diario "Of Plimoth Plantation" (1646); e stampata dal nipote di Bradford, Nathaniel Morton, in "New-Englands Memorial" (1669). Le tre versioni differiscono leggermente nella formulazione e in modo significativo nell'ortografia, nelle maiuscole e nella punteggiatura.  William Bradford scrisse la prima parte di "Mourt's Relation", inclusa la sua versione del patto, quindi redasse due delle tre versioni. La formulazione di queste due versioni è piuttosto simile, a differenza di quella di Morton. Il manoscritto autografo di Bradford è conservato in un caveau presso la Biblioteca di Stato del Massachusetts.
Versione moderna del documento:
Il documento è datato 21 novembre [11 novembre secondo il calendario giuliano].